# Regina Schleicher
Regina Schleicher (Würzburg, 21 marzo 1974) è un'ex ciclista su strada tedesca, vincitrice della prova in linea ai campionati del mondo 2005 di Madrid.

## Palmarès
- 1992

3ª tappa Thüringen Rundfahrt
- 1994

Campionati tedeschi, Prova in linea
Main-Spessart-Rundfahrt
3ª tappa Giro della Sicilia
2ª tappa Thüringen Rundfahrt
- 1995

2ª tappa Gracia ČEZ-EDĚ
Campionati europei, Prova in linea
- 1996

Stausee Rundfahrt
- 1998

1ª tappa Giro di Pordenone
- 1999

1ª tappa Vuelta a Mallorca
Rund um den Donnersberg
- 2000

1ª tappa Emakumeen Bira
2ª tappa Albstadt Etappenrennen
5ª tappa Albstadt Etappenrennen
Rund um die Nürnberger Altstadt
- 2001

Main-Spessart-Rundfahrt
Main-Spessart-Rundfahrt #2
2ª tappa Giro della Toscana-Memorial Fanini
- 2002

Vuelta a Castilla y León
3ª tappa Tour de Midi-Pyrénées
5ª tappa Giro d'Italia
Grand Prix de Plouay
- 2003

1ª tappa Vuelta a Castilla y León
4ª tappa Giro d'Italia
5ª tappa Giro d'Italia
6ª tappa Giro d'Italia
7ª tappa Giro d'Italia
Gran Premio di Cento-Carnevale d'Europa
1ª tappa Grand Prix du Canada
4ª tappa Grand Prix du Canada
- 2004

1ª tappa Vuelta a Castilla y León
4ª tappa Tour du Grand Montréal
3ª tappa Giro del Trentino
3ª tappa Giro d'Italia
4ª tappa Holland Tour
- 2005

Campionati tedeschi, Prova in linea
Campionati del mondo, Prova in linea
Gran Premio della Liberazione
2ª tappa Vuelta a Castilla y León
3ª tappa Vuelta a Castilla y León
2ª tappa Giro d'Italia
1ª tappa Holland Tour
2ª tappa Holland Tour
3ª tappa Holland Tour
- 2006

Trofeo Alfredo Binda-Comune di Cittiglio
Main-Spessart-Rundfahrt #2
Liberty Classic
2ª tappa Giro d'Italia
9ª tappa Giro d'Italia
Gran Premio di Cento-Carnevale d'Europa
1ª tappa Holland Tour
4ª tappa Holland Tour
Rund um die Nürnberger Altstadt
- 2007

Einhausen
Drentse 8 van Dwingeloo
1ª tappa Tour du Grand Montréal
2ª tappa Tour du Grand Montréal
2ª tappa Thüringen Rundfahrt
6ª tappa Holland Tour
2ª tappa Giro della Toscana-Memorial Fanini
- 2008

Gran Premio della Liberazione
Gran Premio GFM Meccanica
1ª tappa Tour du Grand Montréal
4ª tappa Emakumeen Bira
1ª tappa Giro del Trentino
- 2009

1ª tappa Giro del Trentino

## Piazzamenti

### Competizioni mondiali
- Campionati del mondo

Olimpia 1992 - In linea Juniores: 5ª
Oslo 1993 - In linea: 80ª
Agrigento 1994 - In linea: 32ª
Zolder 2002 - In linea: 13ª
Hamilton 2003 - In linea: 63ª
Verona 2004 - In linea: ritirata
Madrid 2005 - In linea: vincitrice
Salisburgo 2006 - In linea: ritirata